# Мокшин, Иван Корнеевич
Иван Корнеевич Мокшин (1925—неизвестно) — бригадир колхоза «Красный Октябрь» Лево-Россошанского района Воронежской области. Участник Великой Отечественной войны и Герой Социалистического Труда.

## Биография
Иван Мокшин родился 20 апреля 1925 года в селе Данково Воронежского уезда Воронежской губернии (ныне Каширский район Воронежской области) в крестьянской семье. В 1939 году окончил сельскую школу и начал трудиться кузнецом в колхозе «Красный Октябрь», а с 1941 года конюхом. В 1943 году призван в армию и участвовал в Великой Отечественной войне. После войны вернулся в колхоз «Красный Октябрь», а в 1946 году возглавил полеводческую бригаду по выращиванию зерновых. По итогам 1947 года его бригада получила урожай ржи 31,12 центнера с гектара земли.
18 января 1948 года указом Президиума Верховного Совета СССР за получение высоких урожаев пшеницы и ржи в 1947 году Ивану Корнеевичу Мокшину присвоено звание Героя Социалистического Труда с вручением ордена Ленина и золотой медали «Серп и Молот».
Иван Мокшин проработал в колхозе «Красный Октябрь» до 1956 года. В 1957—1960 возглавлял Данковское сельское потребительское общество (Сельпо). С 1963 года работал дежурным и бригадиром сменной бригады на автовокзале города Воронеж.
Иван Мокшин был членом Коммунистической партии Советского Союза и избирался депутатом местных Советов депутатов трудящихся, а также народным заседателем Верховного суда СССР. Скончался и похоронен в городе Воронеж.

## Награды
- Медаль «За доблестный труд в Великой Отечественной войне 1941—1945 гг.», 1945 год
- Медаль «За победу над Германией в Великой Отечественной войне 1941—1945 гг.», 1945 год
- Орден Ленина, 18 января 1948 года
- Медаль «Серп и Молот», 18 января 1948 года
- Орден Отечественной войны 1-й степени, 11 марта 1985 года